# Julien Duranville
Julien Dienda Duranville (nascut el 5 de maig de 2006) és un futbolista professional belga que juga com a davanter al Borussia Dortmund. És un internacional juvenil amb Bèlgica.

## Primers anys i carrera del club
Duranville va néixer a Uccle, Bèlgica, d'una mare congolesa d'Etterbeek.
Duranville és un producte juvenil de l'RSC Anderlecht, club amb el qual va signar el seu primer contracte el maig de 2021. Va fer el seu debut com a professional el 22 de maig de 2022 en un empat per 1-1 a la Primera Divisió A belga contra el Club Brugge. El 27 de gener de 2023, el Duranville va fitxar pel club de la Bundesliga Borussia Dortmund. A l'última jornada de la temporada 2022-23, va debutar en un empat 2-2 contra el Mainz.
L'11 d'octubre de 2023, va ser nomenat pel diari anglès The Guardian com un dels millors jugadors nascuts l'any 2006 a tot el món. No obstant això, es va perdre la major part de la temporada 2023-24 a causa d'una lesió muscular a la cuixa.